# Saint-Germain-sur-Ay
Saint-Germain-sur-Ay is een gemeente in het Franse departement Manche (regio Normandië). De plaats maakt deel uit van het arrondissement Coutances. Saint-Germain-sur-Ay telde op 1 januari 2022 920 inwoners.

## Geografie
De oppervlakte van Saint-Germain-sur-Ay bedroeg op 1 januari 2022 14,52 vierkante kilometer; de bevolkingsdichtheid was toen 63,4 inwoners per km².

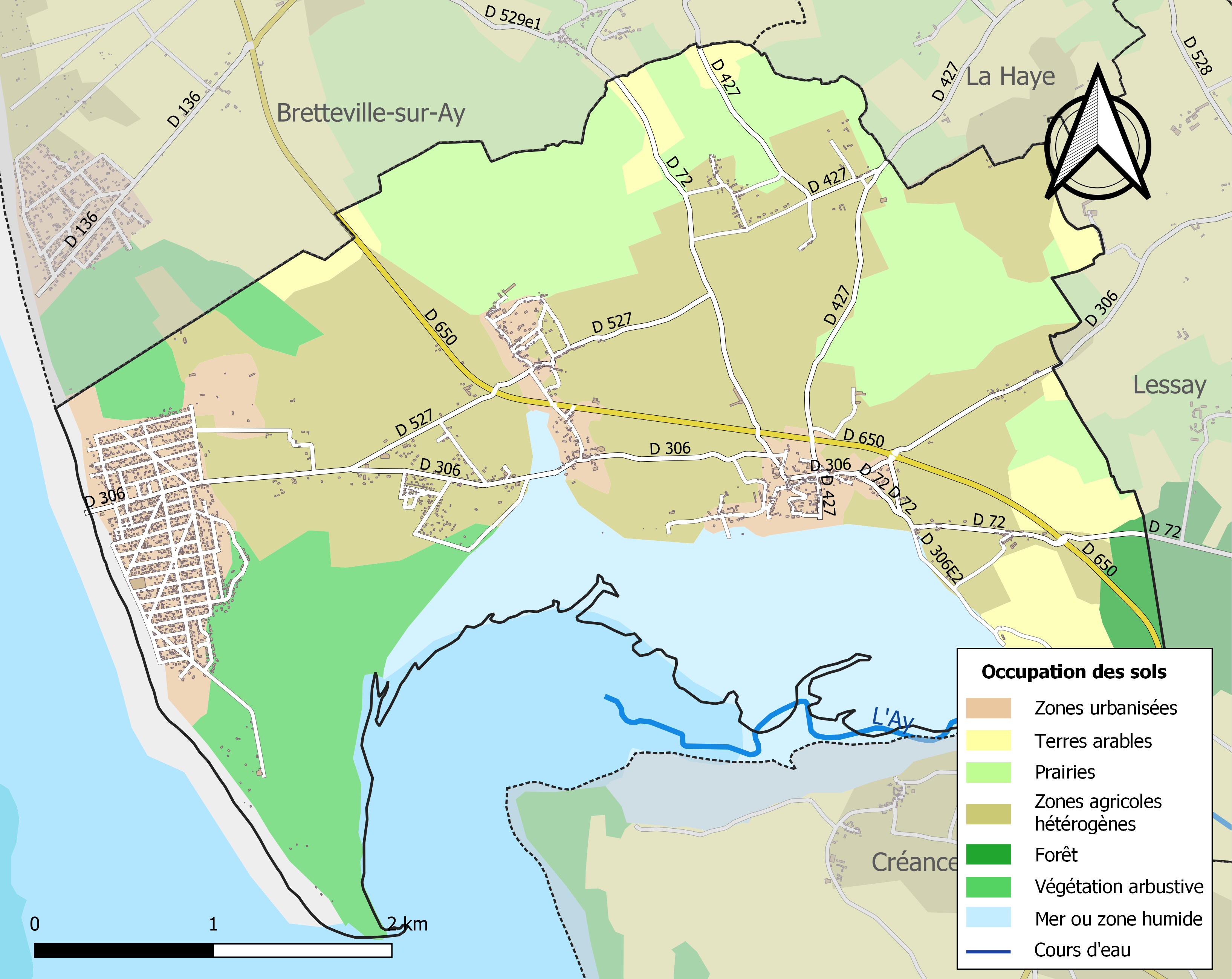
Kaart van de gemeente met de belangrijkste infrastructuur, bodemgebruik en omliggende gemeenten

## Demografie
Onderstaande figuur toont het verloop van het inwonertal (bron: INSEE-tellingen).